# 瀬名義利
瀬名 義利（せな よしとし、1853年1月6日（嘉永5年11月27日） - 1922年（大正11年）4月12日）は、幕末の武士、明治時代の陸軍軍人。最終階級は陸軍少将。位階は正四位、勲等は勲三等、軍功は功四級。靖國神社遊就館館長。

## 生涯
250俵の旗本瀬名貞明 (通称孫之丞、号は宗入)の次男として生まれる。瀬名氏は今川氏の分流で、今川家の没落以来徳川家に臣従した。維新後は他の幕臣と共に静岡県庵原郡西奈村に移住した。1869年9月、幕府陸軍の大砲差図役として同役であった岡部長民（長崎奉行岡部長常の子）・林正功とともに沼津兵学校の第四期資業生(全五十九名)として入学。
卒業後は陸軍に入り、1874年、陸軍少尉に任じられ、西南戦争に従軍。その功により勲六等を叙せられ、年金70円を賜る。日清戦争では砲兵陸軍中佐となり、野戦砲兵第十一聯隊長として出征した。その功により勲三等を叙せられた。1898年10月1日、門司陸軍兵器本廠長となる。1905年には陸軍少将となる。日露戦争では碇泊場司令官および後備第二師団兵站監として出征。その功により功四級金鵄勲章を授けられる。1907年、予備役となり、靖國神社宝物館・遊就館の館長に就任した。1922年4月12日卒去。戒名は寛洪院殿義山日達居士。墓所は喜久井町の日蓮宗本松寺にある。

## 家族
- 兄：瀬名佶世 1840年(天保11年10月) -
- 妻：信（榎本道章長女）1863年(文久3年7月) - 1937年10月27日
- 長男：貞幹 1884年1月 -
- 長女：英（海軍少将渡邊玉樹妻）1894年2月 -
- 三男：貞利（保険会社社員、音楽評論家）1899年11月 -
- 孫：せなけいこ（絵本作家）貞利長女
- 孫：堯彦（艦船研究家）貞利長男
- 甥：正世(兄の長男) 1864年(元治元年9月) -
- 甥妻：タヨ（岩手県人服部武一妹）1879年12月 -
- 甥：保世(兄の三男) 1880年11月 -